# Conrad E. Palmisano
Conrad E. Palmisano (ur. 1 maja 1948 w Santa Rosa, zm. 10 stycznia 2024) – amerykański reżyser i aktor.

## Filmografia

### Reżyser
- 2004: Mary-Kate i Ashley: Nowy Jork, nowa miłość (New York Minute)
- 1986: Cena honoru (Busted Up)
- 1985: Kosmiczne szaleństwo (Space Rage)

### Aktor
- 1970-1977: McCloud jako Chet (gościnnie)
- 1980: OHMS jako Kaskader
- 1980: Czy leci z nami pilot? (Airplane!) jako Fanatyk religijny #4
- 1982-1987: Detektyw Remington Steele (Remington Steele) jako Reporter (gościnnie)
- 1984: Lovelines jako 1 Oficer na motocyklu
- 1992: Liberator (Under Siege) jako Strike Team Leader
- 1994: Na zabójczej ziemi (On Deadly Ground) jako Richter
- 2001: Kung Fu Choreography jako on sam
- 2002: Czerwony smok (Red Dragon) jako Deputowany w samochodzie
- 2005: Before, During and „After the Sunset” jako on sam
- 2006: Patrol (Guardian, The) jako Kapitan łodzi rybackiej
- 2006: Unaccompanied Minors jako Santa